# Società per l'Educazione Fisica Torres 1974-1975
Questa voce raccoglie le informazioni riguardanti la Società per l'Educazione Fisica Torres nelle competizioni ufficiali della stagione 1974-1975.

## Rosa
| N. |                   | Ruolo | Calciatore       |
| -- | ----------------- | ----- | ---------------- |
|    | Italia (bandiera) | P     | Luigi Arcai      |
|    | Italia (bandiera) | P     | Fabio Arrigucci  |
|    | Italia (bandiera) | C     | Mauro Bencivenga |
|    | Italia (bandiera) | C     | Bianchi          |
|    | Italia (bandiera) | C     | Biccheri         |
|    | Italia (bandiera) | D     | Bona             |
|    | Italia (bandiera) | C     | Giorgio Bonfante |
|    | Italia (bandiera) | A     | Ettore Coraini   |
|    | Italia (bandiera) | D     | Pietro Dezio     |
|    | Italia (bandiera) | D     | Stefano Gori     |
|    | Italia (bandiera) | A     | Costantino Idini |
|    | Italia (bandiera) | D     | Oreste Lamagni   |
|    | Italia (bandiera) | A     | Massimo Lupini   |
|    | Italia (bandiera) | C     | Ilario Monterisi |
|    | Italia (bandiera) | D     | Paolo Ortu       |

| N. |                   | Ruolo | Calciatore         |
| -- | ----------------- | ----- | ------------------ |
|    | Italia (bandiera) | A     | Alfredo Pala       |
|    | Italia (bandiera) | C     | Gian Antonio Piga  |
|    | Italia (bandiera) | A     | Marco Piga         |
|    | Italia (bandiera) | C     | Mario Piga         |
|    | Italia (bandiera) | C     | Franco Rotoli      |
|    | Italia (bandiera) | A     | Pietro Rubatta     |
|    | Italia (bandiera) | C     | Francesco Sanna    |
|    | Italia (bandiera) | D     | Santagata          |
|    | Italia (bandiera) | C     | Michele Stragapede |
|    | Italia (bandiera) | C     | Alessandro Taddei  |
|    | Italia (bandiera) | A     | Stefano Tuccori    |
|    | Italia (bandiera) | C     | Mario Valesi       |
|    | Italia (bandiera) | P     | Martino Zaccheddu  |
|    | Italia (bandiera) | D     | Armando Zamboni    |